# Concurrent engineering
Il concurrent engineering è un insieme organico di metodologie, tecniche e
strumenti che consente un approccio alla progettazione integrata di un prodotto e del relativo processo produttivo. Tale approccio permette di ridurre drasticamente i tempi di sviluppo e i costi
connessi, consente inoltre maggiore flessibilità alla progettazione e alla produzione, oltre che una migliore qualità dei prodotti. Il tutto a spesa di una maggiore complessità della fase di progettazione e della necessità di avere team interfunzionali.
Questa logica di progettazione è conosciuta anche come simultaneous engineering, life-cycle engineering, parallel engineering, multi-disciplinary team approach o integrated product and process development.

## Definizione
Il concetto di concurrent engineering è diventato di dominio comune nelle fabbriche e nella letteratura a partire dagli inizi degli anni '90 del ventesimo secolo. Obiettivo primario di questo tipo di approccio è la competizione e la rapida obsolescenza dei prodotti. Caratteristica essenziale del concurrent engineering è il coinvolgimento di più funzioni aziendali, attraverso la creazione di gruppi multidisciplinari, nell'analisi del ciclo di vita di un prodotto dallo sviluppo alla dismissione.
L'integrazione di più funzioni consente l'anticipazione dei vincoli generati dalle dinamiche industriali.
Un altro caposaldo, strettamente legato al precedente, è la parallelizzazione delle attività.
L'Agenzia Spaziale Europea, che ha un  centro di  Concurrent Design Facility, definisce tale attività:

"Concurrent Engineering (CE) è un sistematico approccio mirante allo sviluppo integrato del prodotto che mette in rilievo la risposta alle aspettative del cliente. Incorpora nel team i valori della cooperazione, del gruppo e della compartecipazione in modo tale che la produzione delle decisioni sia consensuale, coinvolgendo in parallelo tutte le prospettive, dall'inizio del ciclo di vita del prodotto. "

## Diffusione
Il concurrent engineering è ormai un approccio molto diffuso e la sua applicazione si è estesa al di fuori del campo industriale.
I maggiori vantaggi di questo tipo di progettazione sono:
- maggior integrazione tra tutte le fasi del processo
- ottimizzazione del prodotto finale  in termini di tempo e costi
- maggior produttività grazie alla maggior integrazione tra fase di progetto e produzione

I principali svantaggi sono la difficile applicabilità e il superamento dell'approccio classico poiché troppo consolidato nel tempo.